# Masters of Formula 3 2005
Marlboro Masters of Formula 3 2005 kördes den 12 juni 2005 på Zandvoort och dominerades av Lewis Hamilton, som tog pole, seger och snabbaste varv.

## Resultat
| Plats | Förare              | Grid |
| ----- | ------------------- | ---- |
| 1     | Lewis Hamilton      | 1    |
| 2     | Adrian Sutil        | 2    |
| 3     | Lucas di Grassi     | 4    |
| 4     | Paul di Resta       | 3    |
| 5     | Kohei Hirate        | 4    |
| 6     | Giedo van der Garde | 8    |
| 7     | Marko Asmer         | 13   |
| 8     | Franck Perera       | 6    |
| 9     | Hannes Neuhauser    | 11   |
| 10    | Loïc Duval          | 9    |